# Martin Dewey McNamara
Martin Dewey McNamara (* 12. Mai 1898 in Chicago; † 23. Mai 1966) war ein US-amerikanischer Geistlicher und römisch-katholischer Bischof von Joliet in Illinois.

## Leben
Martin Dewey McNamara empfing am 23. Dezember 1922 das Sakrament der Priesterweihe.
Am 17. Dezember 1948 ernannte ihn Papst Pius XII. zum ersten Bischof der wenige Tage zuvor errichteten Diözese Joliet in Illinois. Der Erzbischof von Chicago, Samuel Kardinal Stritch, spendete ihm am 7. März 1949 die Bischofsweihe; Mitkonsekratoren waren der Bischof von Rockford, John Joseph Boylan, und der Bischof von Belleville, Albert Rudolph Zuroweste.